# Adam Heinrich von Wolfframsdorff

Adam Heinrich von Wolfframsdorff

Adam Heinrich von Wolfframsdorff (* 4. Mai 1722 in Ramsla; † 4. Juli 1799 in Kuttlau) war ein preußischer Generalleutnant und Gouverneur von Mainz.

## Leben

### Herkunft
Adam Heinrich entstammte einem alten Adelsgeschlecht und war der Sohn des schwarzburgischen Oberst Adam Heinrich von Wolfframsdorff und dessen Ehefrau Magdalene Sophie.

### Militärkarriere
Wolfframsdorff war zunächst ab 1736 Page am Hof in Rudolstadt. Er wurde dann am 1. Februar 1741 als Gefreiterkorporal im Infanterieregiment „Dietrich von Anhalt“ der Preußischen Armee angestellt. Mit diesem beteiligte er sich während des Feldzuges 1741/42 an den Schlachten bei Mollwitz und Chotusitz und machte die Belagerungen von Brieg und Neiße mit. Als Fähnrich (seit 24. Dezember 1743) kämpfte er während des Zweiten Schlesischen Krieges bei Kesselsdorf. Am 17. Januar 1746 folgte seine Ernennung zum Sekondeleutnant.
Im Siebenjährigen Krieg rückte Wolfframsdorff mit seinem Regiment zunächst in Sachsen ein und beteiligte sich an der Belagerung bei Pirna, die mit der Kapitulation der Sächsischen Armee endete. Anschließend wurde er am 7. November 1756 zum Premierleutnant befördert. Im weiteren Kriegsverlauf nahm er dann an der Belagerung von Prag sowie den Schlachten bei Breslau und Leuthen teil, wurde am 21. Januar 1758 Stabskapitän und kurz darauf Kapitän sowie Kompaniechef. Er kämpfte dann bei Torgau und wurde bei Freiberg verwundet. Nach dem Frieden von Hubertusburg verblieb Wolfframsdorff weiterhin in seinem Regiment und wurde in den folgenden Jahren am 1. April 1764 zum Major, am 18. Juli 1773 zum Oberstleutnant sowie am 25. Januar 1777 zum Oberst befördert. Während des Feldzuges 1778/79 nahm das Regiment an keinen nennenswerten Kampfhandlungen teil und Wolfframsdorff wurde am 20. Juli 1779 zum Regimentskommandeur ernannt. Am 5. April 1785 wurde er dann Chef des Füsilierregiments „von Keller“ und als solcher kurz darauf am 20. Mai 1785 zum Generalmajor befördert. Seine langjährigen militärischen Verdienste würdigte Friedrich Wilhelm II. am 19. August 1787 mit der Verleihung des Ordens Pour le Mérite. Drei Jahre später wurde er Generalleutnant.
Während des Feldzuges 1792/93 wurde Wolfframsdorff unter Verleihung Großen Roten Adlerordens am 20. Juli 1793 zum Gouverneur von Mainz ernannt. Krankheitsbedingt wurde er am 15. Januar 1794 von seinem Posten entbunden und am 28. Dezember 1794 mit einer Pension von 1200 Talern aus dem Militärdienst entlassen.

### Familie
Wolfframsdorff war mit Sophie Charlotte Dorothea Hickmann, verwitwete Hermann (* 1728 in Glogau; † 11. Januar 1810) verheiratet. Sie hatten vier gemeinsame Kinder und seine Frau brachte vier Kinder in die Ehe ein, die von Wolfframsdorff am 26. Februar 1787 adoptiert wurden.
- Johann Heinrich (* 8. August 1755 in Kemnitz, Oberlausitz, Sachsen), Kriegsrat bei der Kriegs- und Domänenkammer Hamm
- Johann Wilhelm (* 8. Januar 1761 in Kemnitz, Oberlausitz, Sachsen; † 25. Februar 1840 in Torgau), Oberstleutnant und Artillerist
- Sophie Charlotte Dorothea ⚭ Prediger Wendt, Brockhagen
- Dorothea Amalie ⚭ Major von Schkopp
- Sophie (* 1765) ⚭ Kapitän Christian Ferdinand von Vaerst
- Marie Auguste (* 1766) ⚭ Kapitän August Wilhelm von Leipziger
- Christine Henriette (* 1767) ⚭ Major Johann Balthasar von Seydlitz
- Christian Friedrich Heinrich (* 1768; † 25. Dezember 1841 in Oels), Oberstleutnant, Platzmajor in Breslau